# Saison 2021-2022 du Pau FC
Maillots
Dernière mise à jour : 16 Mai.
Chronologie
Saison précédente Saison suivante
La saison 2021-2022 du Pau FC marque la 63e saison de l'histoir du club, et la seconde consécutive de l'équipe première en championnat de France de football de Ligue 2, depuis son accession au monde professionnel. Après avoir terminé à la 14e place de Ligue 2 2020-2021, le Pau FC entre en lice en Championnat de France de football de deuxième division 2021-2022 et en Coupe de France.
L'équipe est entraînée pour la seconde année consécutive par Didier Tholot.

## Résumé de la saison
Pour sa seconde saison dans l'antichambre de l'élite, les Maynats conservent le très courtisé Victor Lobry, mais perdent néanmoins Mayron George, Souleymane Diarra et Cleilton Itaitinga. Le président Laporte-Fray recrute Jovan Nišić, international serbe en remplacement de Souleymane Diarra, Samuel Essende pour suppléer l'international costaricien Mayron George et Djibril Djanessy pour pallier la perte de Cleilton Itaitinga. À la trêve, le bilan est largement satisfaisant, en dépit de blessures importantes et Les Maynats terminent dixièmes avec 24 points, 2e meilleure équipe à domicile et 19e à l’extérieur. Le club obtient finalement le plus haut classement de son histoire, obtenant une place de dixième lors de cette saison 2021-2022.

## Calendrier 2021-2022

### Ligue 2

#### Classement
| Rang | Équipe            | Pts | J  | G  | N  | P  | Bp | Bc | Diff |
| ---- | ----------------- | --- | -- | -- | -- | -- | -- | -- | ---- |
| 8    | Le Havre AC       | 50  | 38 | 13 | 11 | 14 | 38 | 41 | −3   |
| 9    | Nîmes Olympique R | 49  | 38 | 14 | 7  | 17 | 44 | 51 | −7   |
| 10   | Pau FC            | 49  | 38 | 14 | 7  | 17 | 41 | 49 | −8   |
| 11   | Dijon FCO R       | 47  | 38 | 13 | 8  | 17 | 48 | 53 | −5   |
| 12   | SC Bastia P       | 46  | 38 | 10 | 16 | 12 | 38 | 36 | +2   |